# Three Tarns
Die Three Tarns sind eine Gruppe von drei dicht beieinander liegenden Seen im Lake District, Cumbria, England. Die Seen liegen in einer von Nord nach Süd verlaufenden Reihe südlich des Bowfell und nördlich des Crinkle Crags. Keiner der Seen hat einen erkennbaren Zufluss und sie sind auch nicht erkennbar miteinander verbunden. Der Buscoe Sike bildet den Abfluss des mittleren Sees.